# Sarcophaga vansoni
Sarcophaga vansoni är en tvåvingeart som beskrevs av Zumpt 1950. Sarcophaga vansoni ingår i släktet Sarcophaga och familjen köttflugor. Inga underarter finns listade i Catalogue of Life.